# Haiyangsuo (köpinghuvudort i Kina, Shandong Sheng, lat 36,81, long 121,62)
Haiyangsuo (kinesiska: 海阳所, 海阳所镇) är en köpinghuvudort i Kina. Den ligger i provinsen Shandong, i den östra delen av landet, omkring 410 kilometer öster om provinshuvudstaden Jinan. Antalet invånare är 29 851. Befolkningen består av 14 862 kvinnor och 14 989 män. Barn under 15 år utgör 6,0 %, vuxna 15-64 år 74 %, och äldre över 65 år 18,0 %.
Närmaste större samhälle är Baishatan, 7,6 km öster om Haiyangsuo. 
Genomsnittlig årsnederbörd är 743 millimeter. Den regnigaste månaden är juli, med i genomsnitt 206 mm nederbörd, och den torraste är februari, med 13 mm nederbörd.